# Zoo de Duisbourg
 (avril 2024).
Le zoo de Duisbourg est un parc zoologique allemand situé en Rhénanie-du-Nord-Westphalie dans la partie nord de la forêt de Duisbourg. Fondé le 12 mai 1934, il présente plus de 2 000 animaux d'environ 280 espèces, sur une surface de 15,5 ha.
Le zoo de Duisbourg est notamment connu grâce à son delphinarium, un des premiers d'Europe, ouvert en 1968, et un des deux existant aujourd'hui en Allemagne. Depuis 1994, le zoo présente aussi des koalas.

## Delphinarium
Le delphinarium présente sept grands dauphins et un dauphin rose de l’Amazone. Au cours de son histoire il a présenté des bélugas, des dauphins de Commerson, des dauphins de Guyane et des marsouins communs.

## Crédit d'auteurs
- (en) Cet article est partiellement ou en totalité issu de l’article de Wikipédia en anglais intitulé « Duisburg Zoo » (voir la liste des auteurs).